# 什通
51°8′37″N 24°1′58″E / 51.14361°N 24.03278°E
什通（烏克蘭語：Штунь），是烏克蘭的村落，位於該國西部沃倫州，由科韋利區負責管轄，處於涅列特瓦河畔，面積2.62平方公里，海拔高度181米，2001年該村落人口731。